# Лио, Бернар
Берна́р Лио́ (фр. Bernard Lyot; 1897—1952) — французский астроном.

## Биография
Родился в Париже, в 1917 окончил Высшую электротехническую школу. В 1917—1928 работал в Политехнической школе под руководством известных физиков А. Перо и Ш. Фабри, с 1920 — в Медонской обсерватории.
Основные труды в области исследований планет и Солнца. В 1921—1929 первым выполнил большие ряды поляриметрических измерений излучения планет, основной целью которых было получение физических характеристик поверхностных слоев и атмосфер планет путём сравнения линейной поляризации отражённого и рассеянного ими света Солнца с поляризацией, создаваемой земными образцами. Уже тогда показал, что породы на поверхности Луны, Марса и Меркурия по своим поляризационным свойствам близки к земным вулканическим породам, а поляризация излучения Венеры, Юпитера и Сатурна возникает в их атмосферах, причём у Венеры она свидетельствует о наличии капель жидкости в атмосфере. Нашёл, что внутреннее кольцо Сатурна поляризует свет так же, как скальные земные породы. Обнаружил переменность поляризации излучения Сатурна. Все эти наблюдения выполнил с помощью созданного им высокочувствительного полярископа. В 1932 создал фотографический поляриметр, с помощью которого исследовал поляризацию света, отраженного яркими астероидами. Улучшил технику визуальных и фотографических наблюдений планет. Выполнил много детальных наблюдений поверхностей планет. Сделал первые зарисовки больших спутников Юпитера и Сатурна, наблюдал пятна на Титане, изучил распределение яркости в кольцах Сатурна. Сконструировал микрометр двойного изображения для точных позиционных измерений планет. Разработал оригинальный метод фотографирования планет, позволяющий исключить влияние зернистости эмульсии и повысить контраст (он заключается в наложении друг на друга многих негативных изображений). В 1929—1931 создал коронограф — прибор для наблюдений солнечной короны вне затмений, что позволило существенно продвинуть вперёд изучение короны. С помощью коронографа Лио исследовал поляризацию короны, её спектр в широком диапазоне длин волн, открыл пять новых эмиссионных линий. Использовав в коронографе интерференционно-поляризационные фильтры, получил монохроматические изображения короны и диска Солнца в лучах различных линий.
Член Парижской академии наук (1939), иностранный член Национальной академии наук США (1949).
Награждён Золотой медалью Королевского астрономического общества (1939), медалью Брюс Тихоокеанского астрономического общества (1946), медалью Генри Дрейпера(1951).
В его честь названы кратер на Луне, кратер на Марсе и астероид 2452.